# کبوتر زیتونی کامرون
 کبوتر زیتونی کامرون (نام علمی: Columba sjostedti) نام یک گونه از سرده کبوتر است.